# Lee Tae-ran
Dans ce nom, le nom de famille, Lee, précède le nom personnel coréen.
Lee Tae-ran (en coréen : 이태란, née le 25 mars 1975) est une actrice sud-coréenne. Elle est surtout connue pour son rôle dans des dramas coréens tels Yellow Handkerchief, My Rosy Life, Famous Princesses, Wang's Family et Sky Castle.
Lee Tae-ran est également l'une des comédiennes coréennes les plus connues en Chine. Certains œuvres où elle apparaît ont été diffusées sur CCTV-8 et sur Hunan Télévision. Elle a aussi joué dans plusieurs productions chinoises telles le drama Modern Family (2001), diffusé à CCTV, The Lure of Cloud (2010), Di Jin (2011), For the Sake of Beauty (2012) et The Way We Were (2013), produit par les Huayi Brothers.

## Biographie
Lee Tae-ran naît à Séoul, en Corée du Sud, le 25 mars 1975. Elle a une sœur aînée.
Après avoir réalisé des études à la Haeseong International Convention High School, elle travaille dans une compagnie pendant trois ans, tout en travaillant à temps partiel dans un café de Myeong-dong et un restaurant japonais de Daehangno (en),. En 2008, elle s'inscrit à l'école d'art de l'université d'Hanyang.
Lee est remarquée à son travail par un agent. Elle décroche un petit rôle dans The Brothers' River, diffusée sur SBS drama. Elle participe par la suite à l'édition 1997 de la compétition Top Talent de la SBS, où elle remporte le grand prix. Elle apparaît par la suite dans plusieurs dramas de la fin des années 1990, tels Fascinate My Heart, Goodbye My Love, Days of Delight et Soonpoong Clinic. Elle remporte le New Star Award de la SBS (1998) et de MBC (1999) pour ses rôles dans Fascinate My Heart et Days of Delight.
En 2002, Lee remporte le prix d'excellence de la KBS pour son rôle dans la comédie romantique Who's My Love. L'année suivante, elle décroche un rôle principal dans le drama Yellow Handkerchief, où elle joue aux côtés de Jo Min-ki (en),.
En 2005, Lee Tae-ran apparaît dans la série My Rosy Life. Après le succès de la série, elle décroche le rôle principal dans Famous Princesses, également très populaire. La prestation de Lee de Daewi (en) Na Seol-chil est saluée, lui méritant un deuxième prix d'excellence de KBS, ainsi que le prix du meilleur couple (avec Park Hae-jin) en 2006.

## Filmographie

### Télévision
| année | titre                                | rôle           | chaîne                      | notes |
| ----- | ------------------------------------ | -------------- | --------------------------- | --- |
| 1997  | The Brothers' River                  |                | SBS                         | [ 17 ] |
| 1997  | Over the Horizon                     | Cho Soo-hee    | SBS                         | |
| 1998  | Fascinate My Heart                   | Eun Hee-soo    | SBS                         | prix – SBS Drama Awards: New Star Award                                                                            |
| 1998  | Seven Brides                         |                | SBS                         | |
| 1999  | Love Now                             | Jang Hye-ji    | SBS                         | |
| 1999  | Goodbye My Love                      | Choi Hee-jung  | MBC                         | |
| 1999  | Days of Delight                      | Goo Yoo-jung   | MBC                         | prix – MBC Drama Awards: Best New Actress                                                                          |
| 2000  | Soonpoong Clinic                     | Oh Tae-ran     | SBS                         | |
| 2000  | More than Love                       | Seo Hee-joo    | MBC                         | |
| 2000  | All Above Eve                        |                | MBC                         | Cameo |
| 2001  | Hong Guk Young                       | Ms Seo         | MBC                         | |
| 2001  | Navy                                 | Park So-yeon   | MBC                         | |
| 2001  | How Should I Be                      | Yoo Ri         | MBC                         | |
| 2001  | Modern Family                        | Park Yeon-hee  | CCTV, MBC                   | |
| 2002  | Who's My Love                        | Lee Ha-na      | KBS 2TV                     | prix – KBS Drama Awards: Excellence Award, Actress                                                                 |
| 2003  | Yellow Handkerchief                  | Yoon Ja-young  | KBS 1TV                     | prix – KBS Drama Awards: Top Excellence Award, Actress                                                             |
| 2003  | Long Live Love                       | Lee Min-joo    | SBS                         | |
| 2004  | The Woman Who Wants to Marry         | Jin Soon-ae    | MBC                         | |
| 2005  | Best Mother                          | Yoon So-young  | SBS                         | |
| 2005  | My Rosy Life                         | Maeng Young-yi | KBS2                        | prix – KBS Drama Awards: Popularity Award                                                                          |
| 2006  | Famous Princesses                    | Na Seol-chil   | KBS2                        | prix – KBS Drama Awards: Top Excellence Award, Actress Won – KBS Drama Awards: Best Couple Award avec Park Hae-jin |
| 2007  | Several Questions That Make Us Happy |                | KBS2                        | Cameo |
| 2008  | My Precious You                      | Jang In-ho     | KBS2                        | nomination – KBS Drama Awards: Excellence Award, Actress                                                           |
| 2010  | Legend of the Patriots               | Lee Soo-kyung  | KBS1                        | nomination – KBS Drama Awards: Excellence Award, Actress                                                           |
| 2010  | The Lure of Cloud                    | Shu Lin        | Hunan Télévision            | |
| 2011  | Di Jin                               | Jin Yuan       | Shanghai East Movie Channel | |
| 2012  | How Long I've Kissed                 | Hong Ji-sun    | JTBC                        | |
| 2012  | For the Sake of Beauty               | Han Yingzhu    | Zhejiang Television         | D'abord diffusé sur Shanghai TV Drama Channel                                                                      |
| 2013  | The Way We Were                      | Kazuko Miura   |                             | Post-production |
| 2013  | Goddess of Marriage                  | Hong Hye-jung  | SBS                         | |
| 2013  | Wang's Family                        | Wang Ho-bak    | KBS2                        | prix – KBS Drama Awards: Excellence Award, Actress                                                                 |
| 2015  | Make a Woman Cry                     | Choi Hong-ran  | MBC                         | |
| 2018  | Sky Castle                           | Lee Soo-im     | JTBC                        | [ 18 ] |
| 2023  | Delightfully Deceitful               | Jang Kyung-ja  | tvN                         | |

### Cinéma
| année | titre               | rôle            | notes |
| ----- | ------------------- | --------------- | --- |
| 1997  | Story of A Man      | Hee-kyung       | Film debut |
| 2006  | My Boss, My Teacher | Mi-ran's sister | Cameo |
| 2007  | Love Exposure       | Yoon Hee-soo    | nominations – 28th Blue Dragon Film Awards (2007) for Best New Actress – 45th Grand Bell Awards (2008) for Best New Actress |
| 2013  | My Boy              | mère de I-cheon | |
| 2015  | Granny's Got Talent | Mi-hee          | |
| 2015  | Helios              | Yoon Hee-seon   | Cameo |
| 2015  | Twenty Again        | Min-ha          | nomination – 53rd Grand Bell Awards (2016) for Best Actress                                                                 |

### Émission de variétés
| année | titre       | chaîne | notes |
| ----- | ----------- | ------ | ----- |
| 2016  | Let Me Home | tvN    | MC    |

### Théâtre
| année | titre               | rôle | notes |
| ----- | ------------------- | ---- | ----- |
| 2004  | L'Éducation de Rita | Rita |       |

## Autres œuvres

### Musique
| année | chanson | notes                       |
| ----- | ------- | --------------------------- |
| 2005  | Reunion | My Rosy Life (bande-sonore) |

### Images
| année | titre                   | notes                            |
| ----- | ----------------------- | -------------------------------- |
| 2009  | Butterfly · Lee Tae-ran | Photographiée et publié en Chine |